# Беримівська сільська рада
Бери́мівська сільська́ ра́да — адміністративно-територіальна одиниця та орган місцевого самоврядування у Зборівському районі Тернопільської області. Адміністративний центр — село Беримівці.

## Загальні відомості
Беримівська сільська рада утворена в 1939 році.
- Територія ради: 1,645 км²
- Населення ради: 508 осіб (станом на 2001 рік)
- Територією ради протікає річка Стрипа

## Населені пункти
Сільській раді були підпорядковані населені пункти:
- с. Беримівці
- с. Кудинівці

## Склад ради
Рада складалася з 15 депутатів та голови.
- Голова ради: Владика Михайло Володимирович
- Секретар ради: Єжевська Ірина Петрівна

### Керівний склад попередніх скликань
| Прізвище, ім'я, по батькові   | Основні відомості                                                                                              | Дата обрання | Дата звільнення |
| ----------------------------- | --- | ------------ | --------------- |
| Паш Василь Михайлович         | Сільський голова, 1954 року народження, безпартійний                                                           | 26.03.2006   | 31.10.2010      |
| Владика Михайло Володимирович | Сільський голова, 1977 року народження, освіта середня загальна, член Всеукраїнського об'єднання «Батьківщина» | 31.10.2010   |                 |

Примітка: таблиця складена за даними сайту Верховної Ради України

### Депутати
За результатами місцевих виборів 2010 року депутатами ради стали:

#### За суб'єктами висування
| Суб'єкт висування | Кількість обраних депутатів | %   |
| ----------------- | --------------------------- | --- |
| Самовисування     | 15                          | 100 |

#### За округами
| № округу | Прізвище, ім'я, по батькові  | Дата визнання обраним | Освіта  | Партійна приналежність                        | Відомості про обраного депутата                                             |
| -------- | ---------------------------- | --------------------- | ------- | --------------------------------------------- | --------------------------------------------------------------------------- |
| 1        | Головатий Михайло Михайлович | 05.11.2010            | середня | позапартійний                                 | Бар «Теко», офіціант                                                        |
| 2        | Гнідий Василь Анатолійович   | 05.11.2010            | середня | позапартійний                                 | тимчасово не працює                                                         |
| 3        | Стельмах Наталя Михайлівна   | 05.11.2010            | вища    | член Всеукраїнського об'єднання «Батьківщина» | МКРВ в Зборівсь-кому та Козівсь-кому районах, провід-ний контро-лер-ревізор |
| 4        | Єжевська Ірина Петрівна      | 05.11.2010            | вища    | позапартійна                                  | Беримівська сільська рада, секретар                                         |
| 5        | Глас Любомир Євгенович       | 05.11.2010            | вища    | позапартійний                                 | ТзОВ «Грейн Ленд Україна», бригадир                                         |
| 6        | Владика Борис Михайлович     | 05.11.2010            | середня | позапартійний                                 | тимчасово не працює                                                         |
| 7        | Бурій Йосип Володимирович    | 05.11.2010            | середня | позапартійний                                 | Зборівський коледж ТНТУ ім. І. Горбачевського, студент                      |
| 8        | Шагінський Роман Степанович  | 05.11.2010            | вища    | позапартійний                                 | пенсіонер                                                                   |
| 9        | Миць Ольга Петрівна          | 05.11.2010            | середня | позапартійна                                  | пенсіонер                                                                   |
| 10       | Глас Михайло Миколайович     | 05.11.2010            | середня | позапартійний                                 | тимчасово не працює                                                         |
| 11       | Владика Володимир Сидорович  | 05.11.2010            | середня | позапартійний                                 | тимчасово не працює                                                         |
| 12       | Боднар Ігор Володимирович    | 05.11.2010            | середня | позапартійний                                 | студент                                                                     |
| 13       | Клим Тарас Ігорович          | 05.11.2010            | середня | позапартійний                                 | студент                                                                     |
| 14       | Волянська Надія Леонідівна   | 05.11.2010            | середня | позапартійна                                  | тимчасово не працює                                                         |
| 15       | Хмиз Василь Володимирович    | 05.11.2010            | середня | позапартійний                                 | тимчасово не працює                                                         |